# Untermichelbach (Wittelshofen)

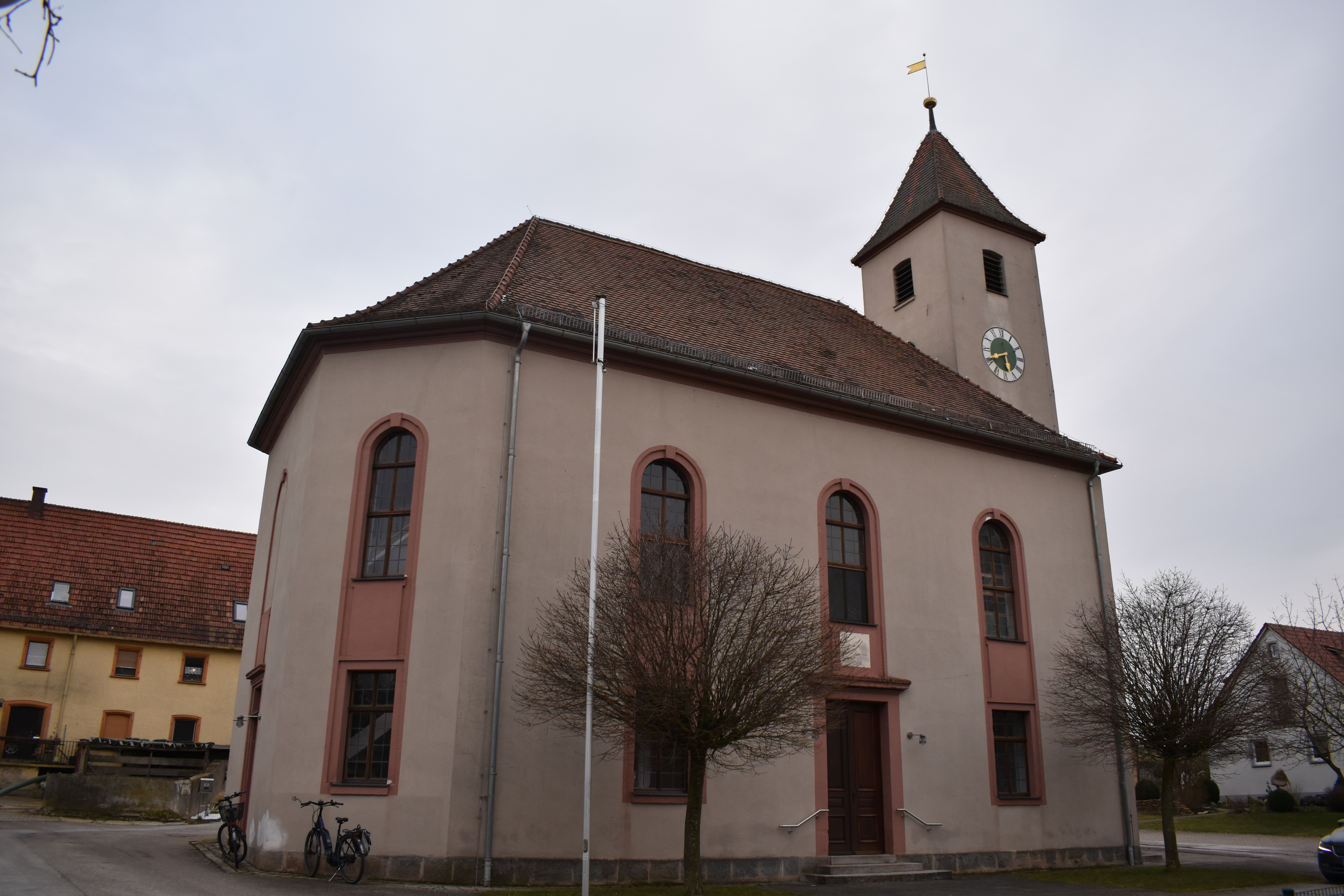
Kirche St. Leonhard

Untermichelbach ist ein Gemeindeteil der Gemeinde Wittelshofen im Landkreis Ansbach (Mittelfranken, Bayern). Die Gemarkung Untermichelbach hat eine Fläche von 4,818 km². Sie ist in 373 Flurstücke aufgeteilt, die eine durchschnittliche Fläche von 12.915,99 m² haben. In ihr liegen neben dem namensgebenden Ort die Gemeindeteile Gelshofen, Gelsmühle und Neumühle.

## Geografie
Durch das Kirchdorf fließen die Sulzach und der Hochwiesgraben, der hier als ein rechter Zufluss in die Sulzach mündet. Etwas weiter südöstlich liegt Wittelshofen. Ansonsten ist der Ort von Acker- und Grünland mit vereinzeltem Baumbestand umgeben. Im Südwesten erhebt sich der Schafbuck (458 m ü. NHN).
Die Kreisstraße AN 41 führt über Gelshofen nach Dorfkemmathen (2,5 km nordwestlich) bzw. nach Wittelshofen zur Staatsstraße 2218 (1,1 km südöstlich). Gemeindeverbindungsstraßen führen nach Obermichelbach (2,3 km westlich) bzw. nach Ammelbruch zur AN 50 (3,2 km nördlich).
Untermichelbach liegt am Limesweg des Fränkischen Albvereins, einem Teilabschnitt des Deutschen Limes-Wanderwegs.

## Geschichte
1253 wurde der Ort in einer Urkunde erwähnt, in der das Kloster Heilsbronn mit der Komturei des Deutschen Ritterordens in Oettingen tauschte.
Der Ort lag im Fraischbezirk des ansbachischen Oberamtes Wassertrüdingen. Die Reichsstadt Dinkelsbühl wollte sie auf ihren Gütern geltend machen. Die Dorf- und Gemeindeherrschaft hatte das Kastenamt Wassertrüdingen. Gegen Ende des 18. Jahrhunderts gab es in Untermichelbach 40 Anwesen. Grundherren waren
- ansbachische Ämter (19 Anwesen; Stiftsverwalteramt Feuchtwangen: 1 Gütlein; Kastenamt Wassertrüdingen: 1 Schmiede, 1 Hof, 8 Güter, 3 Gütlein, 2 Häuslein; Vogtamt Wittelshofen: 1 Sölde, 2 Halbsölden)
- das Herzogtum Württemberg (13 Anwesen; Oberamt Weiltingen: 1 Halbhof, 8 Söldengüter, 1 Söldengütlein, 1 Söldenhaus, 2 halbe Söldenhäuser)
- die Reichsstadt Dinkelsbühl (7 Anwesen; Hintere-Stuben-Pflege: 1 Gut; Ratsamtspflege: 3 Güter; Spital: 3 Güter)
- der Deutsche Orden (Obervogtamt Oettingen: 1 Wirtschaft mit Brau- und Branntweinrecht).

Außerdem gab es eine Kirche, ein Pfarrhaus, ein Schulhaus und ein Gemeindehirten- und ein Gemeindeschafhaus. Von 1797 bis 1808 unterstand der Ort dem Justiz- und Kammeramt Wassertrüdingen.
1806 kam Untermichelbach an das Königreich Bayern. Infolge des Gemeindeedikts wurde der Ort dem 1809 gebildeten Steuerdistrikt Wittelshofen zugewiesen. Zugleich entstand die Ruralgemeinde Untermichelbach. Zu dieser gehörten Gelshofen, Gelsmühle, Neumühle und Obermichelbach. 1813 wurde die Gemeinde nach Obermichelbach umbenannt. Mit dem Zweiten Gemeindeedikt (1818) erhielt die Gemeinde nach dem Ausscheiden von Obermichelbach wieder ihren ursprünglichen Namen. Sie war in Verwaltung und Gerichtsbarkeit dem Landgericht Dinkelsbühl zugeordnet und in der Finanzverwaltung dem Rentamt Dinkelsbühl (1919 in Finanzamt Dinkelsbühl umbenannt, seit 1973 Finanzamt Ansbach). Die Verwaltung übernahm 1862 das neu geschaffene Bezirksamt Dinkelsbühl (1939 in Landkreis Dinkelsbühl umbenannt). Die Gerichtsbarkeit lag beim im gleichen Jahr gebildeten Stadt- und Landgericht Dinkelsbühl (1879 in das Amtsgericht Dinkelsbühl umgewandelt, seit 1973 eine Zweigstelle des Amtsgerichtes Ansbach). Die Gemeinde Untermichelbach hatte 1964 eine Gebietsfläche von 4,812 km². Mit der Auflösung des Landkreises Dinkelsbühl im Jahr 1972 kam Untermichelbach an den Landkreis Ansbach.
Im Zuge der Gebietsreform in Bayern wurde Untermichelbach am 1. Juli 1972 nach Wittelshofen eingemeindet.

### Baudenkmäler
- Ebersbach: Gedenkkreuz aus Stein mit schmiedeeiserner Einfriedung, bezeichnet „1852“.[14]
- Haus Nr. 20: Evang.-lutherische Pfarrkirche St. Leonhard, Saalkirche mit dreiseitigem Chorschluss und Westturm, Langhaus und Turmobergeschoss 1796, Turmuntergeschosse 14./15. Jahrhundert; mit Ausstattung.[14]

### Bodendenkmäler
In der Gemarkung Untermichelbach gibt es neun Bodendenkmäler, darunter Wachtposten und Teilstrecken des raetischen Limes.

### Einwohnerentwicklung
Gemeinde Untermichelbach
| Jahr      | 1818   | 1840   | 1852   | 1855   | 1861   | 1867   | 1871   | 1875   | 1880   | 1885   | 1890   | 1895   | 1900   | 1905   | 1910   | 1919   | 1925   | 1933   | 1939   | 1946   | 1950   | 1952   | 1961   | 1970   |
| Einwohner | 315    | 313    | 328    | 315    | 307    | 320    | 312    | 320    | 324    | 345    | 320    | 319    | 319    | 317    | 324    | 317    | 298    | 304    | 277    | 391    | 373    | 353    | 283    | 260    |
| Häuser    | 59     | 57     |        |        |        |        | 70     |        |        | 69     | 69     |        | 70     |        |        |        | 66     |        |        |        | 63     |        | 60     |        |
| Quelle    | [ 16 ] | [ 17 ] | [ 18 ] | [ 18 ] | [ 19 ] | [ 20 ] | [ 21 ] | [ 22 ] | [ 23 ] | [ 24 ] | [ 25 ] | [ 18 ] | [ 26 ] | [ 18 ] | [ 27 ] | [ 18 ] | [ 28 ] | [ 18 ] | [ 18 ] | [ 18 ] | [ 29 ] | [ 18 ] | [ 11 ] | [ 30 ] |

Ort Untermichelbach
| Jahr      | 001818 | 001840 | 001861 | 001871 | 001885 | 001900 | 001925 | 001950 | 001961 | 001970 | 001987 | 002006 | 002016 |
| Einwohner | 250    | 248    | 263 †  | 247    | 264    | 256    | 230    | 303    | 223    | 205    | 184    | *187   | *180   |
| Häuser    | 48     | 46     |        |        | 54     | 56     | 53     | 50     | 47     |        | 46     |        |        |
| Quelle    | [ 16 ] | [ 17 ] | [ 19 ] | [ 21 ] | [ 24 ] | [ 26 ] | [ 28 ] | [ 29 ] | [ 11 ] | [ 30 ] | [ 31 ] | [ 1 ]  | [ 1 ]  |

## Religion
Der Ort ist Sitz der Pfarrei St. Leonhard und ist seit der Reformation evangelisch-lutherisch geprägt. Die Katholiken gehören zu Heilig Kreuz (Wittelshofen), einer Expositur der Pfarrei Maria Immaculata (Dürrwangen).

## Persönlichkeiten
- Gisela Bornowski (* 1961), Ev.-Luth. Regionalbischöfin, Pfarrerin in Untermichelbach (1990–2002)